# Pancorius
Pancorius là một chi nhện trong họ Salticidae.

## Các loài
- Pancorius animosus Peckham & Peckham, 1907 – Borneo
- Pancorius armatus Jastrzebski, 2011 – Nepal
- Pancorius borneensis Simon, 1902 – Borneo
- Pancorius cadus Jastrzebski, 2011 – Nepal
- Pancorius changricus Zabka, 1990 – Bhutan
- Pancorius cheni Peng & Li, 2008 – China
- Pancorius crassipes (Karsch, 1881) – Palearctic
- Pancorius crinitus Logunov & Jäger, 2015 - Vietnam
- Pancorius curtus (Simon, 1877) – Philippines
- Pancorius dabanis (Hogg, 1922) – India
- Pancorius daitaricus (Prószyński, 1992) – India
- Pancorius darjeelingianus Prószyński, 1992 – India
- Pancorius dentichelis (Simon, 1899)T – Sumatra
- Pancorius fasciatus Peckham & Peckham, 1907 – Borneo
- Pancorius goulufengensis Peng et al., 1998 – China
- Pancorius hainanensis Song & Chai, 1991 – China
- Pancorius hongkong Song et al., 1997 – Hong Kong
- Pancorius kaskiae Zabka, 1990 – Nepal
- Pancorius kohi Zhang, Song & Li, 2003 – Singapore
- Pancorius latus Cao & Li, 2016 -
- Pancorius magniformis Zabka, 1990 – Bhutan
- Pancorius magnus Zabka, 1985 – India, Nepal, Vietnam, Taiwan
- Pancorius minutus Zabka, 1985 – China, Nepal, Vietnam
- Pancorius naevius Simon, 1902 – Java, Sumatra
- Pancorius petoti Prószyński & Deeleman-Reinhold, 2013 – Borneo
- Pancorius protervus (Simon, 1902) – Malaysia
- Pancorius relucens (Simon, 1901) – Hong Kong
- Pancorius scoparius Simon, 1902 – Java
- Pancorius submontanus Prószyński, 1992 – India, Japan
- Pancorius tagorei Prószyński, 1992 – India
- Pancorius taiwanensis Bao & Peng, 2002 – Taiwan
- Pancorius thorelli (Simon, 1899) – Sumatra
- Pancorius urnus Jastrzebski, 2011 – Nepal
- Pancorius wangdicus Zabka, 1990 – Bhutan